# Steve Lacey
Steve Lacey es un deportista canadiense que compitió en vela en la clase Soling. Ganó dos medallas en el Campeonato Europeo de Soling, plata en 2014 y bronce en 2016.

## Palmarés internacional
| Campeonato Europeo | Campeonato Europeo | Campeonato Europeo | Campeonato Europeo |
| Año                | Lugar              | Medalla            | Clase              |
| ------------------ | ------------------ | ------------------ | ------------------ |
| 2014               | Quiberon (Francia) | Medalla de plata   | Soling             |
| 2016               | Traunsee (Austria) | Medalla de bronce  | Soling             |

1. ↑  En algunas ediciones del Campeonato Europeo se permitió la participación de regatistas de otros continentes.